# 연암대학교
연암대학교(蓮庵大學校, Yonam University)는 대한민국 충청남도 천안시에 있는 사립 전문대학이다.

## 연혁
1973년 12월 19일, 학교법인 연암학원에 의하여 연암축산고등기술학교가 설립되었다. 이듬해 3월 1일 개교하였다. 1977년 3월 1일, 연암축산전문학교로 개편되었고, 1982년 10월 8일, 전문대학으로 개편되며 연암축산원예전문대학으로 교명을 변경하였다. 1998년 5월 1일 연암축산원예대학으로 교명을 변경하고, 2003년 10월 1일 천안연암대학으로 교명을 변경하였다. 2016년 3월 1일 연암대학교로 교명을 변경하고 현재에 이르고 있다.
한편, 2015년 교육부의 대학구조개혁평가 결과 D등급을 받은 이력이 있지만, 2017년 점검 결과 받았던 재정 지원 제한 조치가 해제되었다.

## 교육편제
연암대학교는 축산계열, 스마트원예게열, 동물보호계열 등 3개 계열을 자체 설정하고, 11개 학과를 설치하여 전문학사 학위 과정을 교수하고 있다. 한편, 전공심화 과정으로 축산학과, 스마트원예학과 등 2개 학과 과정에 대하여 학사 학위 과정을 교수하고 있다.

## 캠퍼스 풍경
연암대학교는 충청남도 소재 사립 전문대학으로, 수향리에 그 캠퍼스가 소재하고 있다. 캠퍼스 내 약 30동의 건축물이 위치하고 있다. 캠퍼스 남부 방면으로 연암로가 지나 캠퍼스 정문을 통해 진입이 가능하다.

## 같이 보기
- 대한민국의 교육